# Terp fan de Takomst
De Terp fan de Takomst (Nederlands: de Terp van de Toekomst) is een nieuw opgeworpen terp in natuurgebied Noard-Fryslân Bûtendyks van It Fryske Gea ten noorden van de Friese plaats Blija. 

## Mienskip
Met de Terp fan de Takomst willen de bewoners van Blija als verbinding met de Waddenzee herstellen om zo te tonen hoe ze als kustbewoners hebben geleefd met de zee. Eerst op terpen, later door dijkenbouw en landwinning.Door het verleden zijn ze nog steeds verbonden met de toekomst van het kustgebied en het Wad. De terp is dan ook niet aangelegd voor bewoning, maar als belevingsplek. Net als bij de vroegere terpenbouw werkte de 'mienskip' (gemeenschap) mee aan de bouw. Deze vorm van landschapskunst werd uitgewerkt door het Rotterdamse kunstenaarscollectief Observatorium. De terp werd op 16 juli 2022 officieel geopend door Lutz Jacobi, directeur van de Waddenvereniging.

## Bouw
De terp is buiten het broedseizoen van dichtbij te bereiken door een onverhard pad van 1,2 kilometer vanaf de Zeedijk door de kwelders. Via een fiets- en wandelroute is de terp verbonden met de historische terp Hegebeintum. De opgeworpen hoogte is zo’n 80 meter breed en 5,7 meter boven NAP. De buitenkant van de terp is een cirkelvormige opgang. Vanuit een zuilenrij van houten palen hebben bezoekers uitzicht op het uitgestrekte landschap. De zuilengang wordt bekroond met twee grote houten ringen. In de ringen staan uitingen van bewoners over hun relatie met het wad. De namen van de inwoners van Blija en andere betrokkenen zijn vereeuwigd op paaltjes langs de buitenring. 
De terp is opgeworpen met hergebruikt materiaal en klei uit de directe omgeving. De terp speelt een rol in experimenteren met natuurlijke dynamiek. Doordat Rijkswaterstaat de kwelder ten noorden van de terp heeft afgegraven staat deze regelmatig onder water en vindt opslibbing en vegetatiegroei plaats. De Terp fan de Takomst is niet voor de eeuwigheid gebouwd, maar zal in de toekomst van karakter veranderen door de natuurlijke elementen. 

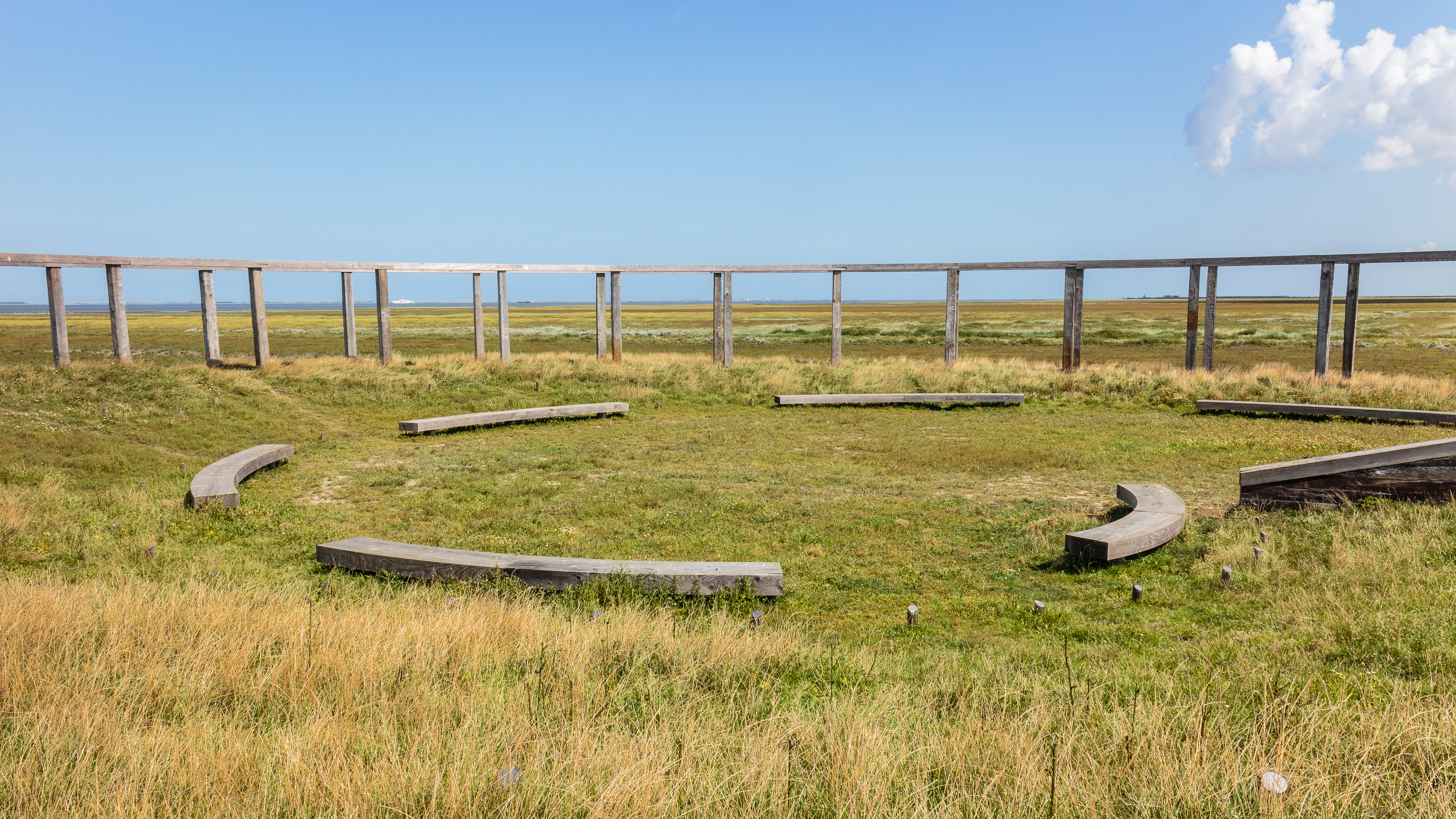
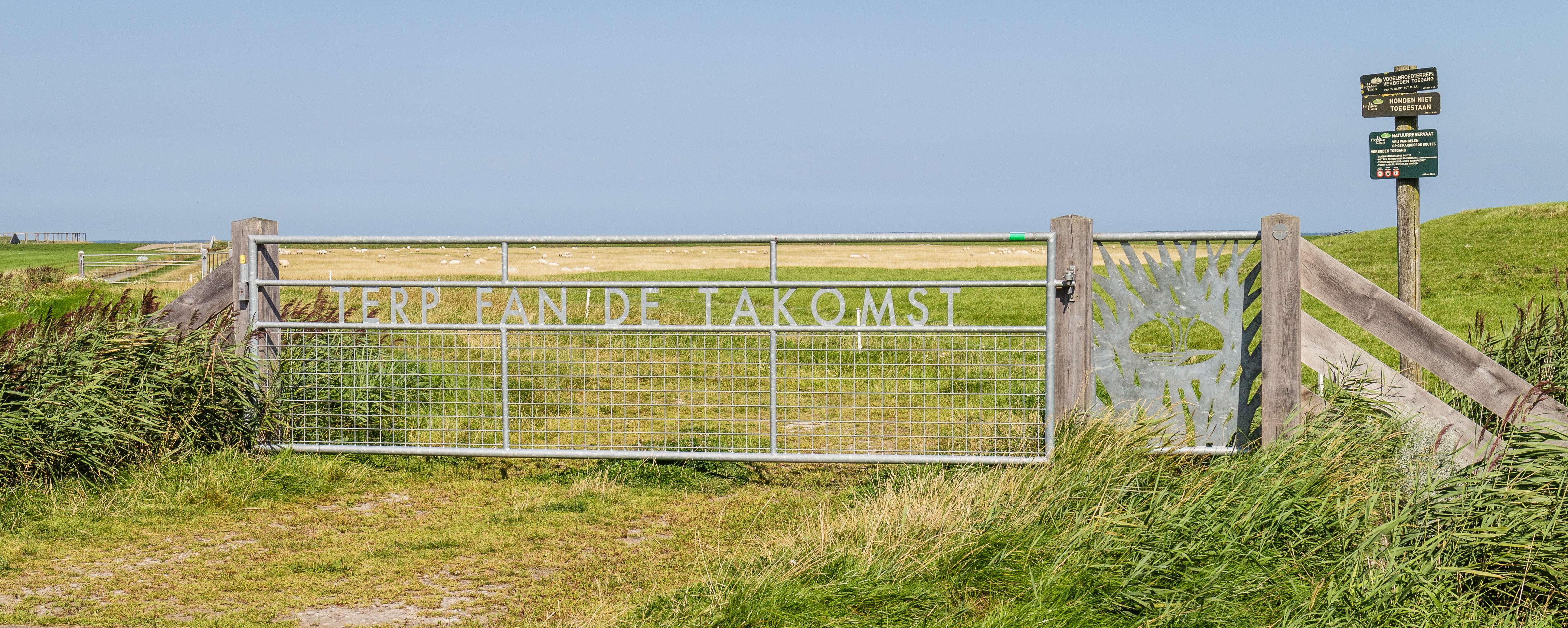
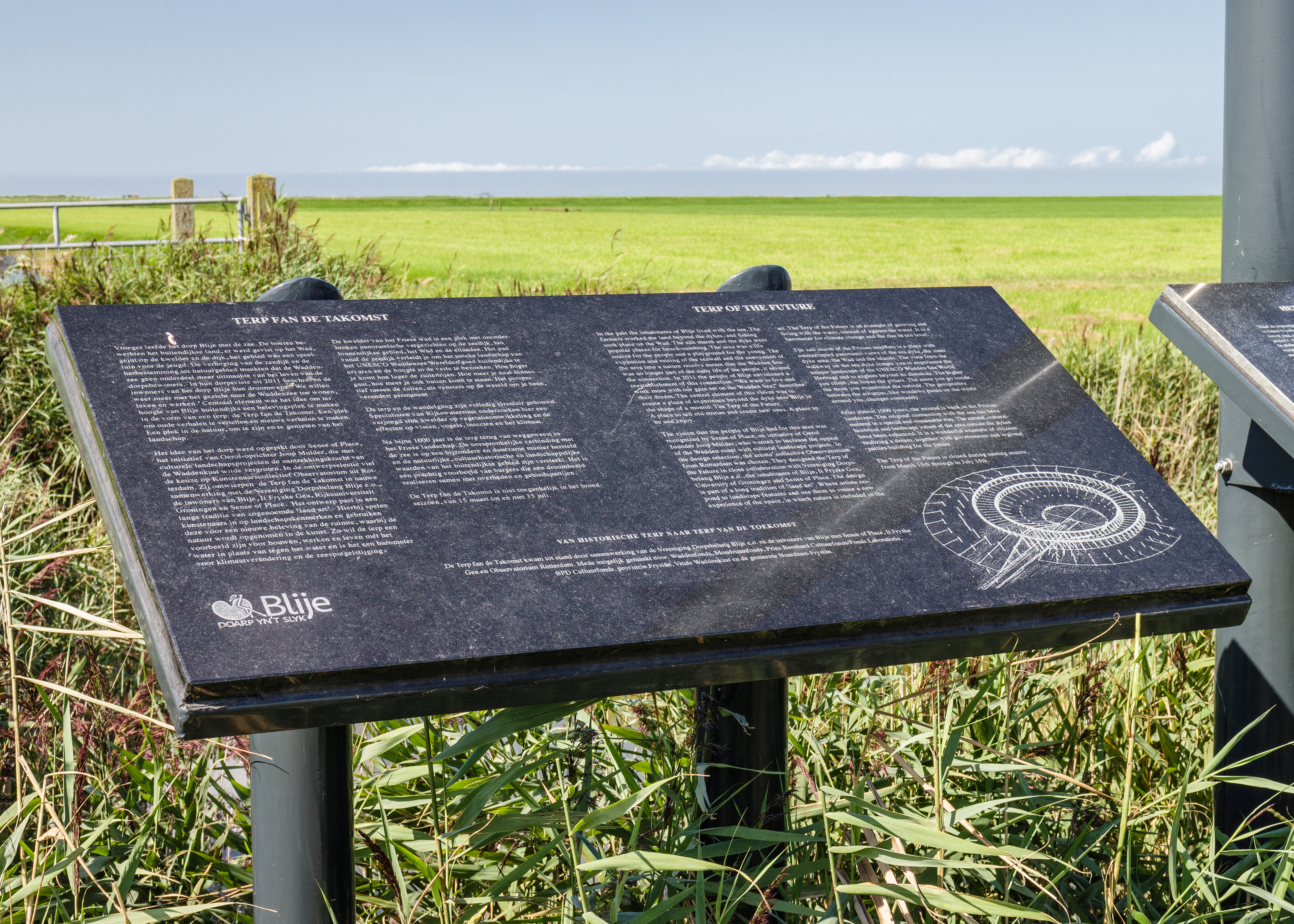
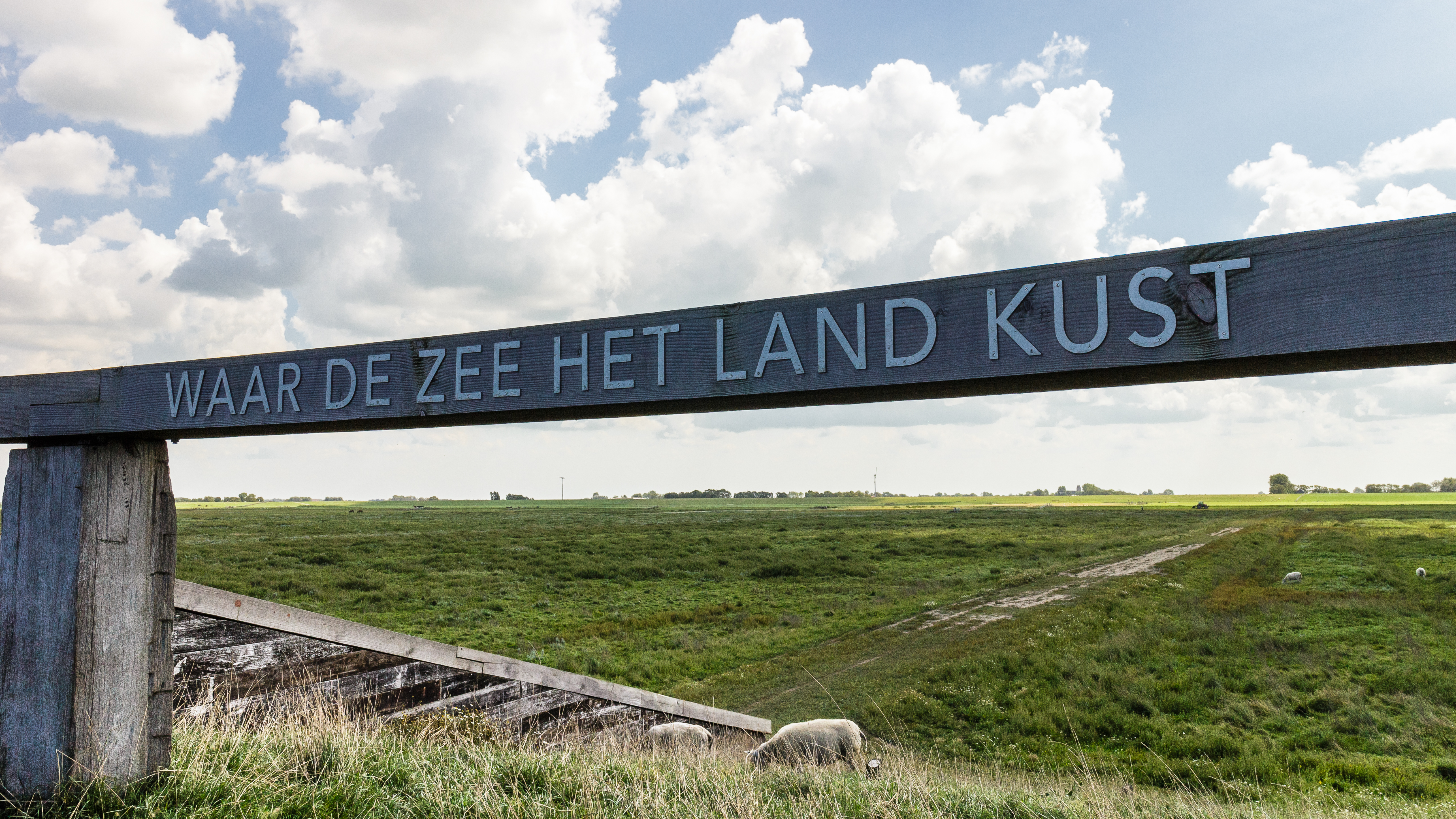
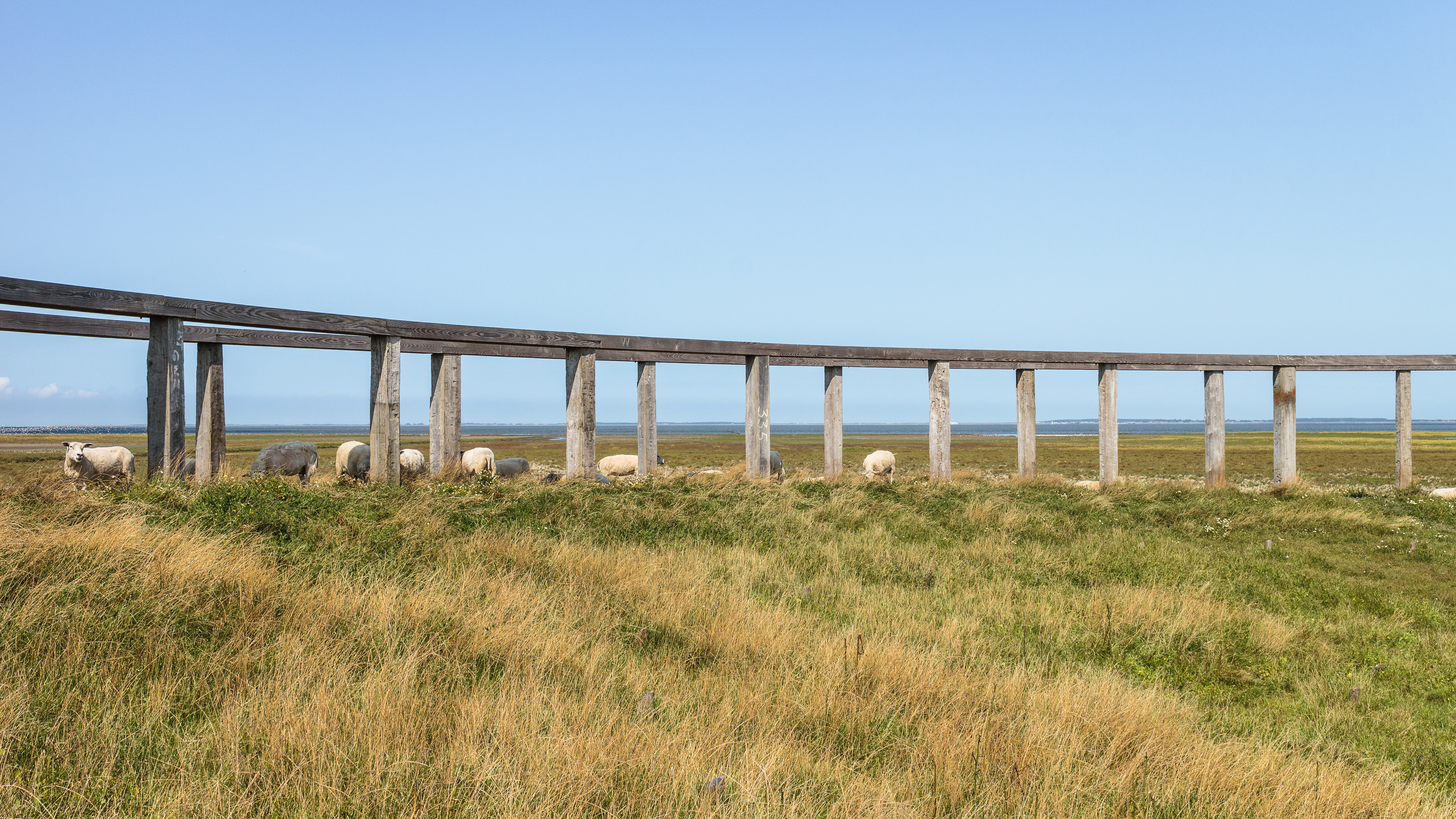
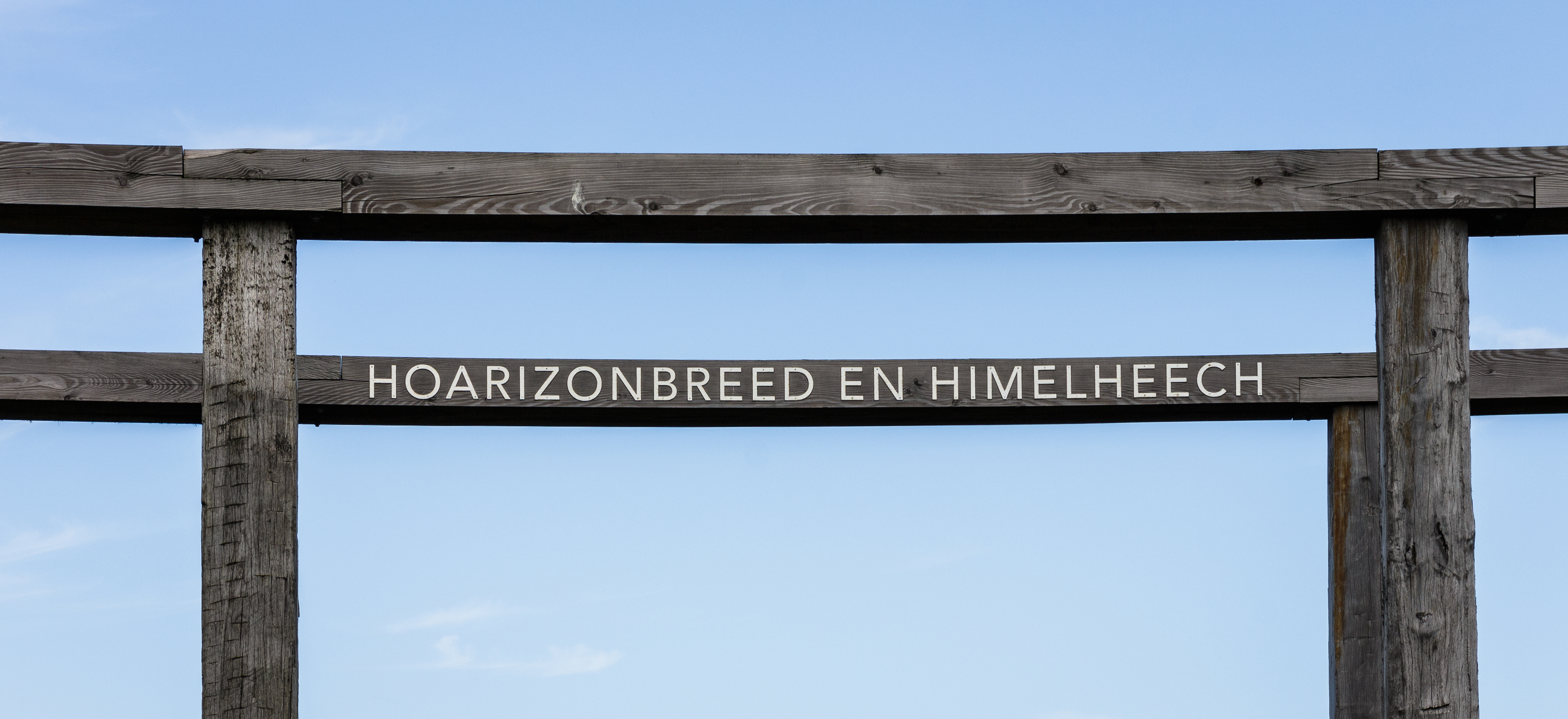
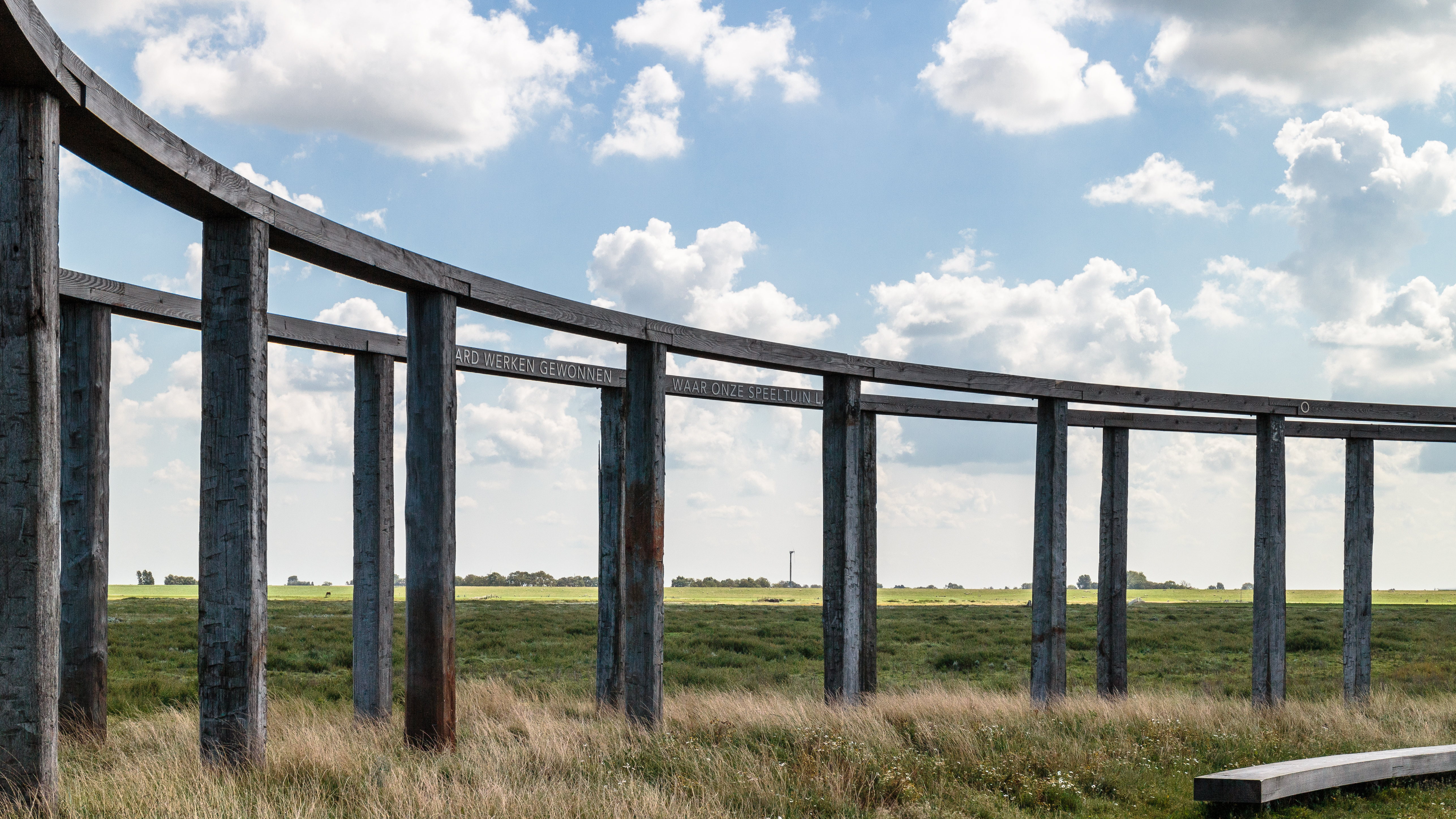
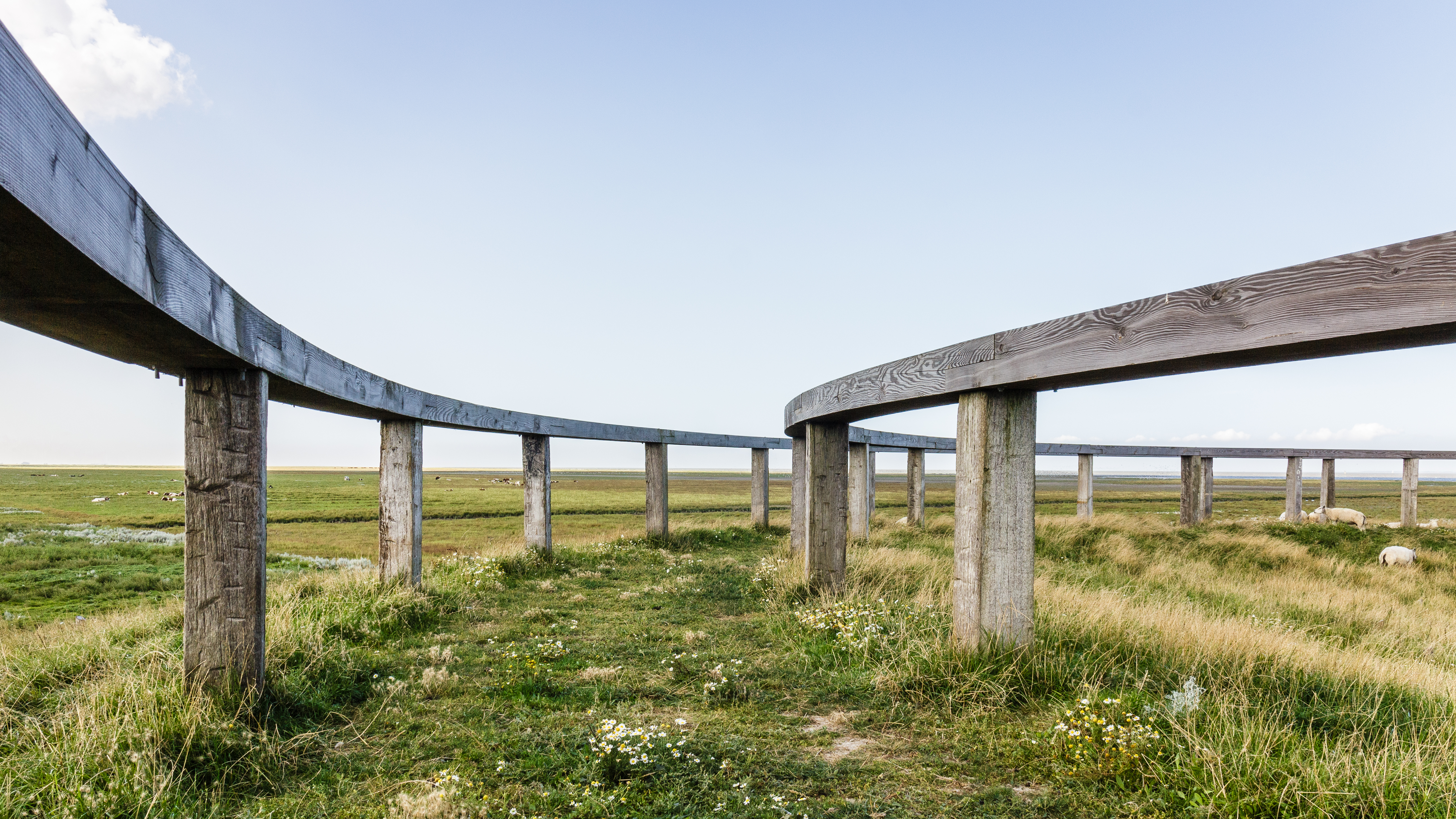